# Еъркрафт Лииз
„Еъркрафт Лииз“ ЕООД (до 2012 г. известна като „Виаджо Еър“) е българска авиокомпания.

## История
Дружеството е създадено като „Виаджо Еър“ през септември 2002 г.
Започва полети със самолет „ATR 42 – 300“ на 27 февруари 2003 г. Първоначално са проведени полети до Истанбул и Виена, изпълнява полети предимно до Виена и Будапеща, по-късно са планирани полети до Киев и Атина.
През 2005 г. компанията е закупена изцяло от „Хемус ер“, с което придобива и правата да лети до посочените дестинации. След приватизацията на „България Ер“ е част от обединената авиокомпания „България Ер – Хемус Ер – Виаджо Еър“.
„Виаджо Ер“ прекратява своите летателни операции в края на 2007 г.
Преименувано е на „Еъркрафт Лииз“ ЕООД през 2012 година.

## Флот
- 2 ATR 42-300 с регистрации LZ-ATS, LZ-ATR

## Кодове
Виаджо Еър разполага с 2 самолета със следните регистрации: LZ-ATS, LZ-ATR.
От септември 2007 г. всички редовни полети на България Ер, Хемус Ер и Виаджо Ер използват ИАТА кода FB на България Ер.